# 香芝市立関屋小学校
香芝市立関屋小学校（かしばしりつせきやしょうがっこう）は、奈良県香芝市にある公立小学校。

## 概要
広いグラウンドに緑に囲まれた静かな環境に学校が位置する。二上山を南に望むところに標高約140mの中にある。
香芝市で一番広いグラウンドを持ち、運動会やマラソン大会が行われる。

## 沿革
- 1971年（昭和46年）4月6日 - 香芝町立関屋小学校として開校
- 1991年（平成3年）10月1日 - 市制施行により、香芝市立関屋小学校と改称

## 通学区域が隣接している学校
- 香芝市立二上小学校
- 香芝市立旭ヶ丘小学校
- 香芝市立志都美小学校
- 王寺町立王寺北義務教育学校

以下は大阪府。
- 柏原市立国分小学校
- 柏原市立旭ヶ丘小学校
- 羽曳野市立駒ヶ谷小学校